# Dressur

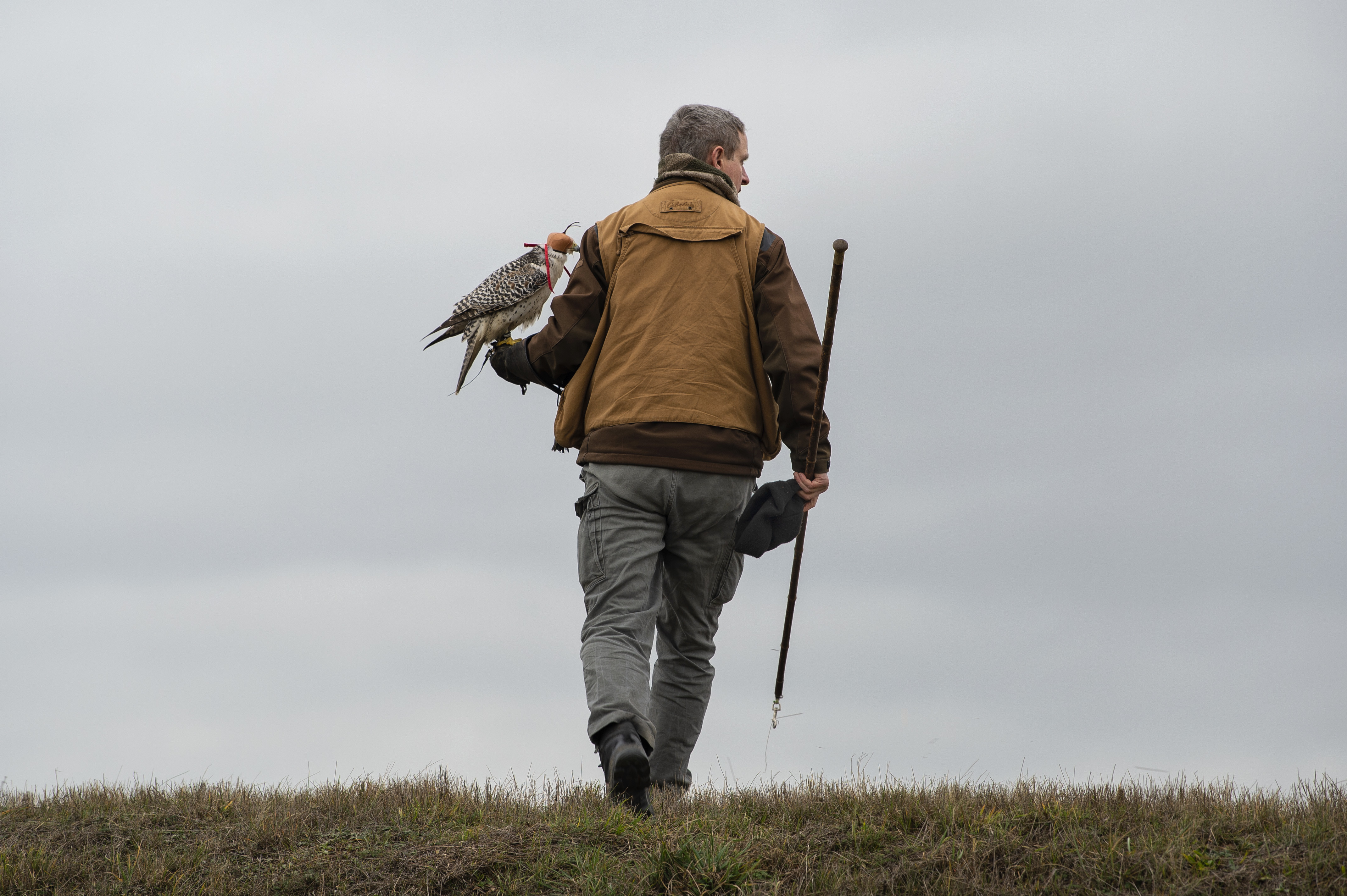
Falkner mit einem für die Beizjagd abgerichteten Gerfalken

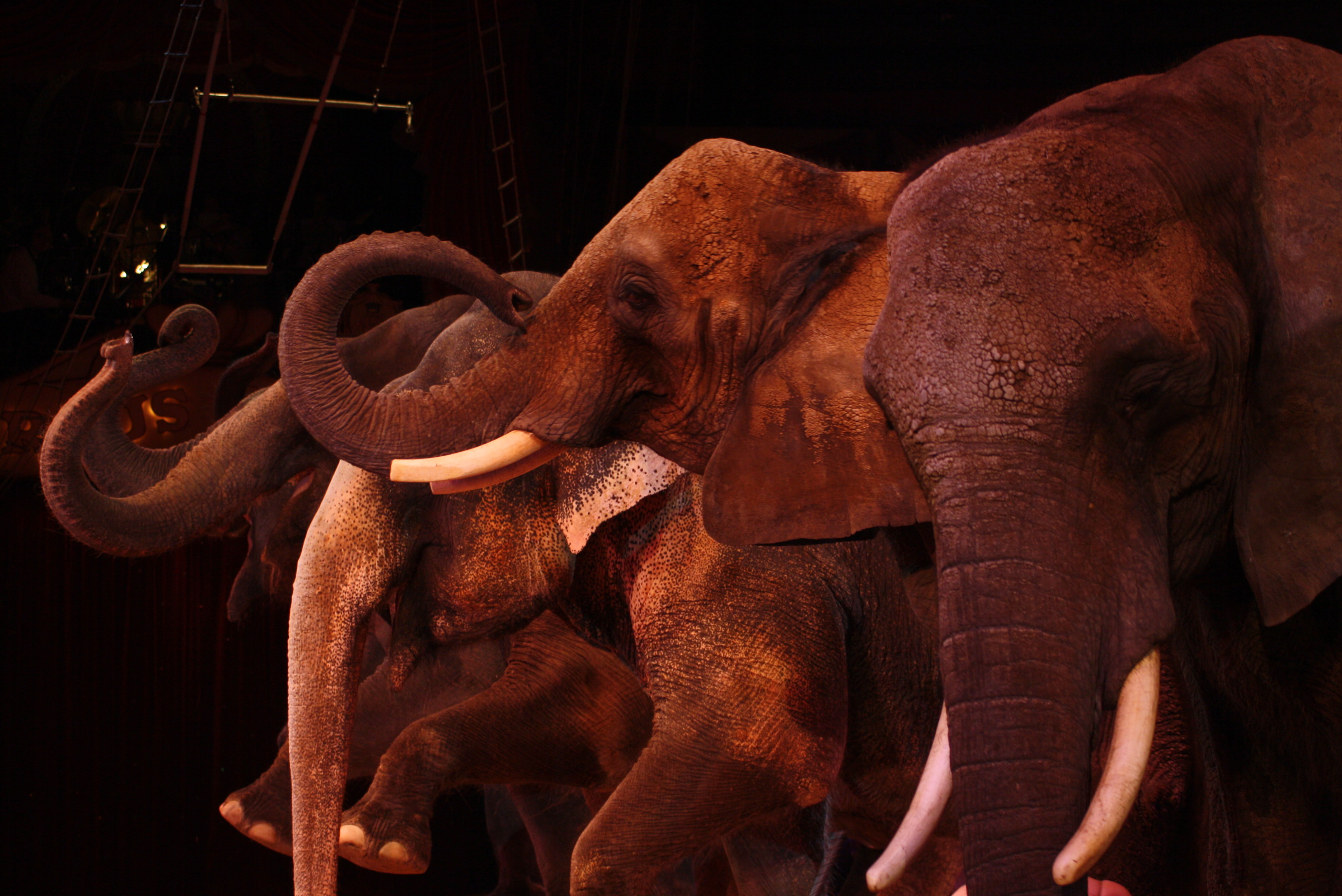
Elefantendressur in einer Zirkusvorstellung

Als Dressur oder Abrichtung wird die Ausbildung von Tieren zu einem bestimmten Zweck bezeichnet. Die beiden Ausdrücke sind oft austauschbar (also annähernd synonym), „Abrichtung“ wird jedoch eher für die Ausbildung von Nutztieren zu Arbeitszwecken gebraucht (etwa das Abrichten von Falken für Beizjagd (jägersprachlich: abgetragen), Lawinenhunden für Suche nach Verschütteten, Kormoranen für die Fischerei), während bei einer „Dressur“ eher Kunststücke zur Unterhaltung des Halters oder des Publikums eingeübt werden (z. B. Zirkuslöwen, die vom Dompteur darauf dressiert  werden, durch brennende Reifen zu springen).

## Geschichte

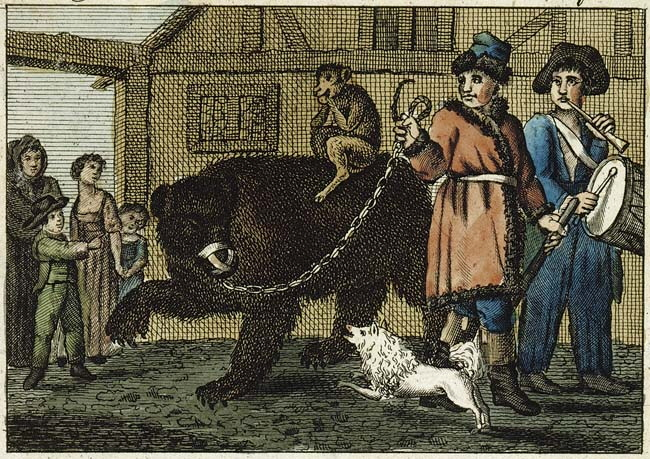
Tanzbär (um 1800)

Bereits im Altertum war die Zähmung wilder Tiere und ihre Vorführung durch Dompteure bekannt. In Europa wurden die ersten Dressuren von exotischen Tieren um 1800 in Wandermenagerien gezeigt. Doch bereits zuvor existierten durch Bärenführer Vorführungen angeblich tanzender Bären.
Bei unerwünschtem Verhalten des Tieres wurden auch Strafen (z. B. Schläge, sozialer Entzug) zur Dressur eingesetzt. In Ländern mit modernen Tierschutzgesetzen ist dies inzwischen verboten. Diese gelten aber nicht überall und werden nicht überall streng angewandt. Die Mittel der modernen Dressur sind unter Einhaltung des Tierschutzes Belohnungen wie Lob, Streicheln und Nahrungsgabe (Leckerli).

## Vergleichende Verhaltensforschung
Die Verhaltensforschung hat die Ursachen und Möglichkeiten der Dressurbereitschaft erforscht. Sie beruht demnach vor allem auf dem Prinzip der operanten Konditionierung und auf der Fähigkeit besonders höher entwickelter Tiere, durch Versuch und Irrtum und Wiederholung neue Bewegungsweisen zu erlernen, die Erfolg (in Form von sozialer Zuwendung oder Nahrung) bringen. Der Dompteur nutzt dazu in der Regel bereits vorhandene, also natürliche Verhaltensweisen der Tiere aus und verstärkt oder verändert diese.
Wird als Belohnung für erfolgreich absolviertes Training Futter verabreicht, spricht man von einer Futterdressur. Eine solche Futterdressur vollzieht sich bei vielen Haustieren auch unbeabsichtigt, wenn die Betreuer bestimmte „drollige“ Verhaltensweisen besonders häufig mit einem Leckerbissen belohnen, zum Beispiel das „Männchenmachen“ eines Kaninchens oder eines Meerschweinchens am Käfigrand.